# لنورا (ناحیه پراخاتیتسه)
لنورا (به چکی: Lenora) یک منطقهٔ مسکونی در جمهوری چک است که در ناحیه پراخاتیتسه واقع شده‌است. لنورا ۱۷٫۷۹ کیلومتر مربع مساحت و ۷۹۲ نفر جمعیت دارد و ۷۶۵ متر بالاتر از سطح دریا واقع شده‌است.